# Trichorhina donaldsoni
Trichorhina donaldsoni là một loài chân đều trong họ Platyarthridae. Loài này được Schultz miêu tả khoa học năm 1963.